# 国民の力
国民の力（こくみんのちから、韓国語: 국민의힘）は、韓国の政党。
共に民主党と並ぶ二大政党であり、李在明政権における最大野党である。
結党直後のおおよそ半年間は未来統合党（みらいとうごうとう、朝鮮語: 미래통합당）を党名としていた（変更の経緯は後述）。

## 概説
1997年以降の韓国政治において保守派の本流を為してきたハンナラ・セヌリ・自由韓国党を事実上の前身とし、第21代総選挙で与党の民主党から国会第一党の地位を奪うため2020年2月17日に他の保守系政党と合同して「未来統合党」として発足した。中央選挙管理委員会の記録上は新設の政党であるが、自由韓国党の地位を引き継いで国際民主同盟に所属している。
比例代表に特化した連携政党として未来韓国党を有したものの、第21代総選挙では革新政党の共に民主党（以下民主党）に敗北し獲得議席が両党併せて103議席に留まった。選挙後、未来韓国党を吸収合併し一つの政党となっている。
2020年9月2日、党名を「未来統合党」から「国民の力」に改めた。

## 歴史

### 保守統合による未来統合党結成

未来統合党時代に使用したロゴ

2010年代前半までの韓国の保守派はセヌリ党が最大勢力であった。しかし、セヌリ党は第20代総選挙で国会第一党の座を共に民主党へ明け渡し、次いで行われた2017年5月の大統領選挙でも敗北して国政における影響力を失った。さらに崔順実ゲート事件と朴槿恵大統領弾劾とそれらへの対応に関する総括を巡って保守派は分裂し、2016年以降は政党再編を繰り返した。2020年1月末時点で、保守を政策の理念に掲げる政党は自由韓国党、正しい未来党、新しい保守党、未来に向けた前進4.0、新セヌリ党、ウリ共和党の6党と、乱立状態にあった。
2020年2月17日に、自由韓国党、新しい保守党及び未来に向けた前進4.0の三党が合同して未来統合党が発足した。この合同は第21代総選挙で中道左派系与党である共に民主党から第一党の座を奪還する目的であり、三党は右派性向が比較的類似していた。三党合同直前の2月5日に未来韓国党が自由韓国党から分党したが、これは第21代総選挙の準連動型比例代表制に対応する目的で行われた措置であり、未来韓国党は未来統合党の事実上の衛星政党であった。
残りの保守系政党3党は、正しい未来党が社会保守主義性向のその他諸党と合同して民生党を結成し、朴槿恵の無罪を主張する極右性向のウリ共和党は自由共和党と親朴新党とに分裂した。新セヌリ党は引き続き単独で存立した。

### 第21代総選挙での惨敗
2020年4月16日、2019新型コロナウイルスに対する厳重な管理体制が敷かれる中で第21代総選挙が実施され、未来統合党は300議席中84議席しか獲得できず、惨敗した。本選挙では、ソウル市中心部の鍾路選挙区で党代表の黄教安が民主党の候補者で元首相の李洛淵に大差で敗れた他、羅卿瑗院内代表を始めとする指導部の大半が落選する等、人口の半分が集中する首都圏での議席減少が目立った。この結果、未来統合党は比例代表に特化した未来韓国党と合わせても改憲阻止ラインである100議席をかろうじて上回る103議席の確保に留まり、前回の総選挙で旧セヌリ党が得た122議席からも後退する結果となった。選挙結果を受けて、黄教安は選挙当日夜に代表を辞任することを表明した。
選挙後の分析では、統合党の支持が60代以上の高齢者層に偏っており、都市の住民や若年層からは既得権益に固執する「シルバー政党」と見られている事、また候補者である車明進がセウォル号遺族に対する暴言を吐いたり直接行動で国会の審議を妨害したりする等不適切な行為の繰り返しで「反動に傾く政党」と有権者から見なされ、中道右派や無党派の支持を失った事などが指摘された。右派系の朝鮮日報は選挙結果について「文在寅政権もよくやったとは言えないが、未来統合党はダメだ」との声があったとし、中央日報も未来統合党について「党名は変えても心がけと行動は一つも変わっていなかった」と批判的に評価した。

### 党名変更と党立て直しの取り組み
総選挙後の2020年5月8日、未来統合党は当選者総会を開いて21代国会を率いる新たな院内代表に大邱選出で当選5回の朱豪英を、政策委員会議長に忠州選出で当選3回の李鍾培をそれぞれ選出し、新たな党指導部の体制が確立するまで朱豪英が党代表権限代行も兼務する事とした。。また、5月14日には未来韓国党と早期に合併することで基本合意し、5月26日の合同総会で未来統合党への未来韓国党合併を正式に決定した後、5月29日に未来韓国党を吸収合併した。
同年5月22日、未来統合党は当選者総会で2021年4月7日までを任期とする非常対策委員長に金鍾仁を選出、金鍾仁は政策や党名の改正等の大幅な刷新を目指すとした。この方針に基づき、未来統合党は同年8月13日から21日にかけて、国民を対象に新しい党名の公募を実施。9月2日に党名を「国民の力」に改名することを決定し、後に中央選挙管理委員会から新党名を承認された。
2021年4月7日、次期大統領選挙の前哨戦と位置づけられるソウル市長補欠選挙と釜山市長補欠選挙が同時に実施され、いずれも国民の力が勝利した。次いで6月11日の党大会では、36歳で国政未経験の李俊錫を党代表に選出。韓国の主要政党では憲政史上初の30代党首だったこともあり、党の刷新を印象づけた。更に、有力な次期大統領候補者と目される崔在亨と尹錫悦が同年7月に相次いで入党し、大統領選挙における「反文在寅」陣営の中心勢力となった。だが一方で、6月下旬から始まった国民の党との合流交渉は両党の神経戦となり、同年7月27日に実務交渉団が交渉の終了を宣言する事態となった。これを受け、李俊錫は国民の党代表の安哲秀に決断を促したが、安哲秀は8月16日に協議決裂を正式に宣言したため、第三勢力の取り込みには失敗した。

### 第20代大統領選挙での辛勝
国民の力は2021年9月15日から党内選挙によって第20代大統領選挙の候補者を選別し始め、同年11月5日に尹錫悦を公認候補として選出した。これ以降、与党・共に民主党の公認候補である李在明との選挙戦が展開されたが、論点が「政策」ではなく家族を巡るスキャンダルの攻防レベルに留まった事から、選挙50日前の2022年1月18日時点ですら支持率1位が定まらない混戦模様が続いた。
2022年2月13日・14日にかけて第20代大統領選挙の候補者登録手続きが行われ、国民の力を始めとする各党が登録を行った。その際に国民の党の公認候補者である安哲秀が尹錫悦に対し野党候補一本化を提案し、一度は提案が撤回されたものの、同年3月3日に安哲秀の出馬辞退と尹錫悦支持が発表された。第20代大統領選挙は2022年3月9日に予定通り執行され、尹錫悦が共に民主党の李在明候補を0.7%の僅差で破り、国民の力が5年ぶりの政権交代を果たした。
選挙後、尹錫悦は3月13日に「政権引き継ぎ委員会」を発足するが、委員長に国民の党の安哲秀を、副委員長に国民の力の権寧世をそれぞれ任命した。4月18日、大統領選挙における「候補の一本化」を契機として、尹を支援した安哲秀率いる国民の党との合併を発表した。合併手続きは5月2日に行われ、5月3日に中央選挙管理委員会から手続き完了が広告された。

### 政権奪還と地方選勝利
2022年5月10日、尹錫悦大統領の就任により、朴槿恵元大統領が弾劾されて以降5年ぶりに与党に復帰した。 
1987年の民主化以後、韓国の第6共和国現在憲法体制が導入されて以来、保守政党と民主党系政党の各10年政権周期説を初めて破り、民主党政権を第1期で終息させ、政権交代に成功して保守政党が政権を握る記録を立てた。 
同年6月1日に執行された地方選挙では圧勝を収めた。 広域自治体首長選挙では、計17地域のうち12地域で勝利し、特に発足後、民主党の強い地域とされていた世宗市地域で当選者を輩出するなど、全国的に当選者を輩出することに成功し、基礎自治体首長選挙及び広域議会議員選挙でも、2010年李明博政権当時に執行された第5回地方選挙以来、保守政党は特に首都圏地域で民主党候補に議席を奪われるなど苦戦したが、12年ぶりに初めて選出定数の60%以上に該当する地域で当選者が出たため、全体的に勝利する結果となった。 
これにより、文在寅政府当時の各種全国単位選挙惨敗の結果を民主党に対して雪辱を果たし、尹錫悦大統領は任期初めの行政権力に続き、地方権力の後押しを受けながら国政運営ができるようになったという評価がある。

### 党内の内紛と新指導部選挙
2022年の大統領選挙と新政権発足後、同6月の全国同時地方選挙でも圧勝し、国民の力は政権与党となった。
しかし、2022年7月に党代表の李俊錫に対して党員倫理委員会の懲戒処分が行われたことで代表が職務を遂行できない状態となり、以後李俊錫と国民の力主流勢力である親政権派の間で政治的衝突が起き、さらに尹政権が初期に出した一部政策に対して否定的な評価を受け、政権交代して1年足らずで政府の支持は24%に急落し、国民の力の支持率は共に民主党に逆転された。
この過程で非常対策委員会が発足することになり、既存の党指導部はすべての権限を失い、非常対策委員会体制下の臨時指導部として国民の力が運営され、2023年3月8日に全党大会を開いて52.93%の得票を得た金起炫を代表とする新しい指導部が選出された。
一方、非常対策委員会は党規約を改正し、2023年3月の党大会から党代表選挙当選者決定方式を当初の相対多数から絶対多数に変更することにした。当初の世論調査では、2位以下の候補者の得票を合わせれば、1位の金起鉉の得票を上回る可能性があるされていたが、金起鉉候補は次点者の安哲秀議員との票差を30%近く広げて有効得票の52.93%（24万4163票）を得て決選投票なしに代表に当選したため、党員が尹大統領に近いと見られる新指導部に過半数の得票を与え、彼らが党と政府の安定的な国政運営を望んでいるという見方が出た。
また、北朝鮮の外交官としてロンドン駐在北朝鮮大使館の上級職を務め、脱北して大韓民国に亡命した太永浩議員が党大会で最高委員に選出されたことについて、北朝鮮の外交官だった者が大韓民国に縁故なく韓国政界で半北朝鮮の保守政党であり政権与党である国民の力最高指導部に就任することが話題になった。

### 党勢の低迷
2023年に入っても支持率は低迷しており、党内からはこのままでは次期総選挙で首都圏を中心に惨敗する「首都圏危機論」が浮上した。次期総選挙の前哨戦といわれた10月のソウル江西区庁長補欠選挙では惨敗を喫し、党指導部が引責辞任する事態となかった。
2024年に入ると支持率は多少上向いたものの、選挙直前には再び下落した。
4月10日に行われた第22代総選挙では108議席と第六共和国の政権与党として史上最低の獲得議席数となり、ねじれ解消どころか議席を減らす結果となった。また、保守系政党としても過去最低水準の結果となった。結果を受けて、韓東勲は非常対策委員長を辞任した。
7月23日の党大会では、韓東勲が代表に選出された。

### 非常戒厳令による混乱
12月16日、韓東勲代表が記者会見を開き、党幹部が一斉に辞意を表明したことから正常な任務遂行が不可能として辞意を表明した。
2025年5月10日、6月3日投開票の大統領選挙の候補者に選出した金文洙前雇用労働相の公認を取り消し、無所属で出馬表明した韓悳洙前国務総理を新たに候補に登録したと発表した。金は同日、「正当に選出された候補資格を剝奪した政治クーデターだ」と執行部を非難し、公認取り消しの効力停止を求める仮処分を裁判所に申し立てた。同日、国民の力は候補交代の賛否を問う党員投票を実施し反対多数で否決され、金が候補に復活することとなった。権寧世非常対策委員長は、保守系候補の早期一本化に難色を示した金を強引に引き降ろそうとし、失敗した責任を取って辞任すると表明した。

## 歴代代表
| 代              | 氏名   | 画像 | 任期           | 任期           | 備考                                                 |
| 代              | 氏名   | 画像 | 就任           | 退任           | 備考                                                 |
| --------------- | ------ | ---- | -------------- | -------------- | ---------------------------------------------------- |
| 1               | 黄教安 |      | 2020年2月17日  | 2020年4月15日  | 第21代総選挙惨敗の責任を取り辞任。                   |
| 代行            | 沈在哲 |      | 2020年4月16日  | 2020年5月8日   |                                                      |
| 代行            | 朱豪英 |      | 2020年5月8日   | 2020年5月27日  |                                                      |
| 非常対策 委員長 | 金鍾仁 |      | 2020年5月28日  | 2021年4月8日   |                                                      |
| 代行            | 朱豪英 |      | 2021年4月8日   | 2021年4月30日  |                                                      |
| 代行            | 金起炫 |      | 2021年4月30日  | 2021年6月11日  |                                                      |
| 2               | 李俊錫 |      | 2021年6月11日  | 2022年8月9日   | 性接待疑惑を受け代表解任。                           |
| 代行            | 権性東 |      | 2022年7月8日   | 2022年8月9日   |                                                      |
| 非常対策 委員長 | 朱豪英 |      | 2022年8月9日   | 2022年8月26日  |                                                      |
| 代行            | 権性東 |      | 2022年8月26日  | 2022年9月8日   |                                                      |
| 非常対策 委員長 | 鄭鎮碩 |      | 2022年9月8日   | 2023年3月8日   |                                                      |
| 3               | 金起炫 |      | 2023年3月8日   | 2023年11月13日 |                                                      |
| 代行            | 尹在玉 |      | 2023年11月13日 | 2023年11月26日 |                                                      |
| 非常対策 委員長 | 韓東勲 |      | 2023年11月26日 | 2024年4月11日  | 第22代総選挙惨敗の責任を取り辞任                     |
| 代行            | 尹在玉 |      | 2024年4月11日  | 2024年5月2日   |                                                      |
| 非常対策 委員長 | 黄祐呂 |      | 2024年5月2日   | 2024年7月23日  |                                                      |
| 4               | 韓東勲 |      | 2024年7月23日  | 2024年12月16日 | 非常戒厳令による混乱の責任を取り辞任                 |
| 代行            | 権性東 |      | 2024年12月16日 | 2024年12月24日 |                                                      |
| 非常対策 委員長 | 権寧世 |      | 2024年12月24日 | 2025年5月10日  | 第21代大統領選挙における公認候補問題の責任を取り辞任 |
| 代行            | 権性東 |      | 2025年5月10日  | 2025年5月15日  |                                                      |
| 非常対策 委員長 | 金龍泰 |      | 2025年5月15日  | 2025年6月30日  |                                                      |
| 非常対策 委員長 | 宋彦錫 |      | 2025年7月1日   | 現職           |                                                      |

## 党勢推移

### 大統領選挙
| 代     | 年月日       | 候補者 | 得票数     | 得票率 | 当落        |
| ------ | ------------ | ------ | ---------- | ------ | ----------- |
| 第20代 | 2022年3月9日 | 尹錫悦 | 16,394,815 | 48.56% | 当選        |
| 第21代 | 2025年6月3日 | 金文洙 | 14,395,639 | 41.15% | 落選（2位） |

### 総選挙
定数はすべて300。
| 代     | 年月日        | 代表   | 結果 | 結果   | 結果     | 議席占有率 | 得票率 (地域区) | 得票率 (比例代表) | 備考                         |
| 代     | 年月日        | 代表   | 合計 | 地域区 | 比例代表 | 議席占有率 | 得票率 (地域区) | 得票率 (比例代表) | 備考                         |
| ------ | ------------- | ------ | ---- | ------ | -------- | ---------- | --------------- | ----------------- | ---------------------------- |
| 第21代 | 2020年4月15日 | 黄教安 | 103  | 84     | 19       | 34.33%     | 41.46%          | 33.73%            | 比例代表は未来韓国党として。 |
| 第22代 | 2024年4月10日 | 韓東勲 | 108  | 90     | 18       | 36.00%     | 45.08%          | 36.67%            | 比例代表は国民の未来として。 |

### 全国同時地方選挙
| 回    | 年月日       | 代表   | 結果  | 広域団体長 | 基礎団体長 | 広域議会 | 広域議会 | 広域議会 | 基礎議会 | 基礎議会 | 基礎議会 |
| 回    | 年月日       | 代表   | 結果  | 広域団体長 | 基礎団体長 | 合計     | 地域区   | 比例代表 | 合計     | 地域区   | 比例代表 |
| ----- | ------------ | ------ | ----- | ---------- | ---------- | -------- | -------- | -------- | -------- | -------- | -------- |
| 第8回 | 2022年6月1日 | 李俊錫 | 2,132 | 12         | 145        | 322      | 491      | 49       | 1,384    | 1,216    | 219      |